# Aloe grandidentata

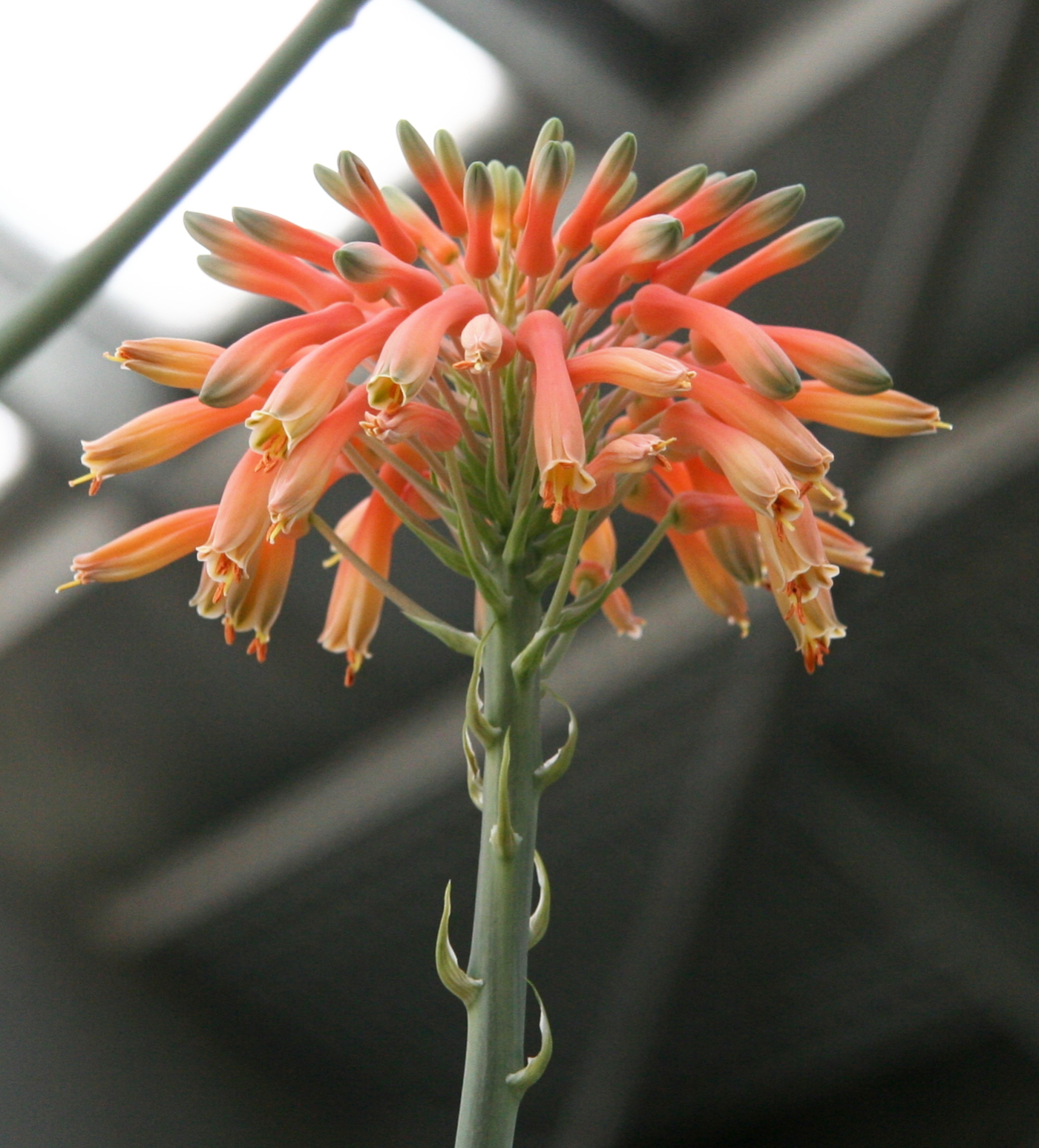
Blüten

Aloe grandidentata ist eine Pflanzenart der Gattung der Aloen in der Unterfamilie der Affodillgewächse (Asphodeloideae). Das Artepitheton grandidentata leitet sich von den lateinischen Worten grandis für ‚groß‘ sowie dentatus für ‚gezähnt‘ ab und verweist auf die großen Zähne am Blattrand.

## Beschreibung

### Vegetative Merkmale
Aloe grandidentata wächst stammlos oder kurzstämmig, sprosst und bildet dichte Gruppen. Die lanzettlichen Laubblätter bilden dichte Rosetten. Ihre bräunlich grüne Blattspreite ist etwa 15 bis 20 Zentimeter lang und 6 bis 7 Zentimeter breit. Die obersten 5 Zentimeter vertrocknen schnell. Auf der Blattoberfläche befinden sich viele trübweiße lange Flecken, die in der Regel in Querbändern angeordnet und auf der Blattunterseite meist auffallender sind. Die stechenden, rötlich braunen Zähne am hornigen, rötlich braunen Blattrand stehen 8 bis 10 Millimeter voneinander entfernt.

### Blütenstände und Blüten
Der Blütenstand besteht aus vier bis sieben Zweigen und ist etwa 90 Zentimeter lang. Die lockeren, zylindrischen und leicht spitz zulaufenden Trauben sind bis zu 20 Zentimeter lang und bestehen aus 20 bis 30 Blüten. Gelegentlich sind die Blütentrauben kürzer und dichter. Die deltoid spitz zulaufenden, weißen Brakteen weisen eine Länge von 10 bis 15 Millimeter auf. Die Zipfel der trüb rötlichen, selten weißen Blüten besitzen einen 1,5 Millimeter breiten weißen Rand. Die keulenförmigen Blüten stehen an 10 bis 15 Millimeter langen Blütenstielen. Sie sind 28 bis 30 Millimeter lang und an ihrer Basis gerundet. Oberhalb des Fruchtknotens sind die Blüten leicht verengt und anschließend zu ihrer Mündung hin erweitert. Ihre äußeren Perigonblätter sind auf einer Länge von etwa 8 bis 10 Millimetern nicht miteinander verwachsen. Die Staubblätter und der Griffel ragen bis zu 5 Millimeter aus der Blüte heraus.

### Genetik
Die Chromosomenzahl beträgt {\displaystyle 2n=14}.

## Systematik und Verbreitung
Aloe grandidentata ist in Botswana sowie in den südafrikanischen Provinzen Nordkap, Nordwest und Freistaat auf steinigen Ebenen und an Eisensteinhängen, häufig im Schatten niedriger Sträucher, verbreitet.
Die Erstbeschreibung durch Joseph zu Salm-Reifferscheidt-Dyck wurde 1822 veröffentlicht.

## Nachweise